# Wereldkampioenschap rally in 1997
Het Wereldkampioenschap rally in 1997 was de vijfentwintigste jaargang van het Wereldkampioenschap rally (internationaal het World Rally Championship), georganiseerd door de Fédération Internationale de l'Automobile (FIA).